# Асоціація політичних наук України
Асоціація політичних наук України (АПНУ) — громадська професійна наукова організація України. Утворена 30 липня 1992 року. 

З 2007 року АПНУ — член Міжнародної асоціації політичної науки (МАПН).
Асоціація об'єднує політичних аналітиків, політологів та інших фахівців у галузі суспільно-політичних досліджень.
Налічує 25 первинних організацій та діє у 25 регіонах України. До складу Асоціації політичних наук України входять три колективні члени (Українська академія політичних наук, Асоціація молодих політологів, Всеукраїнська соціологічна служба) та близько 250 індивідуальних членів — фахівців, які займаються викладацькою або науковою діяльністю у галузі політичних наук.

## Мета, завдання та форми діяльності
Основною метою діяльності Асоціації є сприяння розвитку вітчизняної політичної науки та її інтеграції у світовий науковий простір шляхом налагодження співробітництва науковців, сприяння здійсненню наукових досліджень, організації наукових заходів та оприлюднення наукової інформації. Серед основних форм роботи АПНУ — організація і проведення наукових і науково-практичних заходів — конференцій, симпозіумів, круглих столів, теоретичних та методологічних семінарів тощо. Асоціація є співзасновником наукового фахового видання — збірника наукових праць «Сучасна українська політика». Актуальні проблеми суспільного розвитку та розвитку політичної науки обговорюються на всеукраїнських Конгресах політологів, які регулярно проводяться з 2007 року.
- І Конгрес політологів України — «Консолідація українського суспільства: політичні проблеми і перспективи» (14 вересня 2007 р.);
- ІІ Конгрес «Трансформація влади в сучасній Україні: специфіка, перспективи» (22 травня 2009 р.);
- ІІІ Конгрес «Політична система України: моделі влади» (26 листопада 2010 р.);[2]
- IV Конгрес «Політична наука в Україні: стан та перспективи розвитку» (28 травня 2012 р.);
- V Конгрес «Стратегічний курс України: політологічний дискурс» (28 березня 2014 р.);[3]
- VI Конгрес «Українське суспільство: чинники і тенденції змін» (26 квітня 2016 р.);[4]
- VII Конгрес «Цивілізаційне самовизначення України наприкінці ХХ — на початку ХХІ ст.» (23 березня 2018 р.).[5]

## Керівництво
Президент організації — чл.-кор. НАН України, доктор історичних наук, професор О. Рафальський;
перший віцепрезидент — чл.-кор. НАН України, доктор філософських наук, професор М. Михальченко;
віцепрезидент (з 2014 року — перший віцепрезидент) — доктор політичних наук, професор Ю. Шайгородський.
До складу Президії АПНУ також входять: доктор політичних наук, професор О. Бабкіна, доктор політичних наук, професор В. Горбатенко, доктор політичних наук, професор В. Денисенко, кандидат політичних наук В. Ковалевський, доктор політичних наук, професор Л. Кочубей, доктор політичних наук, професор А. Круглашов, чл.-кор. НАН України, доктор історичних наук, професор А. Кудряченко, доктор політичних наук, професор О. Фісун.